# بلدة رايلي (مقاطعة كلينتون)
رايلي، مقاطعة كلينتون (بالإنجليزية: Riley Township, Clinton County, Michigan)‏ هي بلدة تقع بولاية ميشيغان في الولايات المتحدة. تبلغ مساحتها 92.4 (كم²)، وترتفع عن سطح البحر 238 م، بلغ عدد سكانها 1767 نسمة في عام تعداد الولايات المتحدة 2000 حسب إحصاء مكتب تعداد الولايات المتحدة وتصل الكثافة السكانية فيها 19.1 نسمة/كم2.

## جغرافيا
وفقًا لمكتب الإحصاء الأمريكي، تبلغ مساحة البلدة الإجمالية 35.73 ميلًا مربعًا (92.54 كيلومترًا مربعًا)، منها 35.71 ميلًا مربعًا (92.49 كيلومترًا مربعًا) أرضًا و0.02 ميلًا مربعًا (0.05 كيلومترًا مربعًا) (0.06٪) مياه. 
تقع بلدة رايلي جنوب غرب وسط مقاطعة كلينتون.

## وصلات خارجية
- The US50 - Cities and Towns in Michigan State
- Michigan Cities and Towns, Facts, Map, Flag, Colleges, Government, and More